# 八坂駅 (東京都)

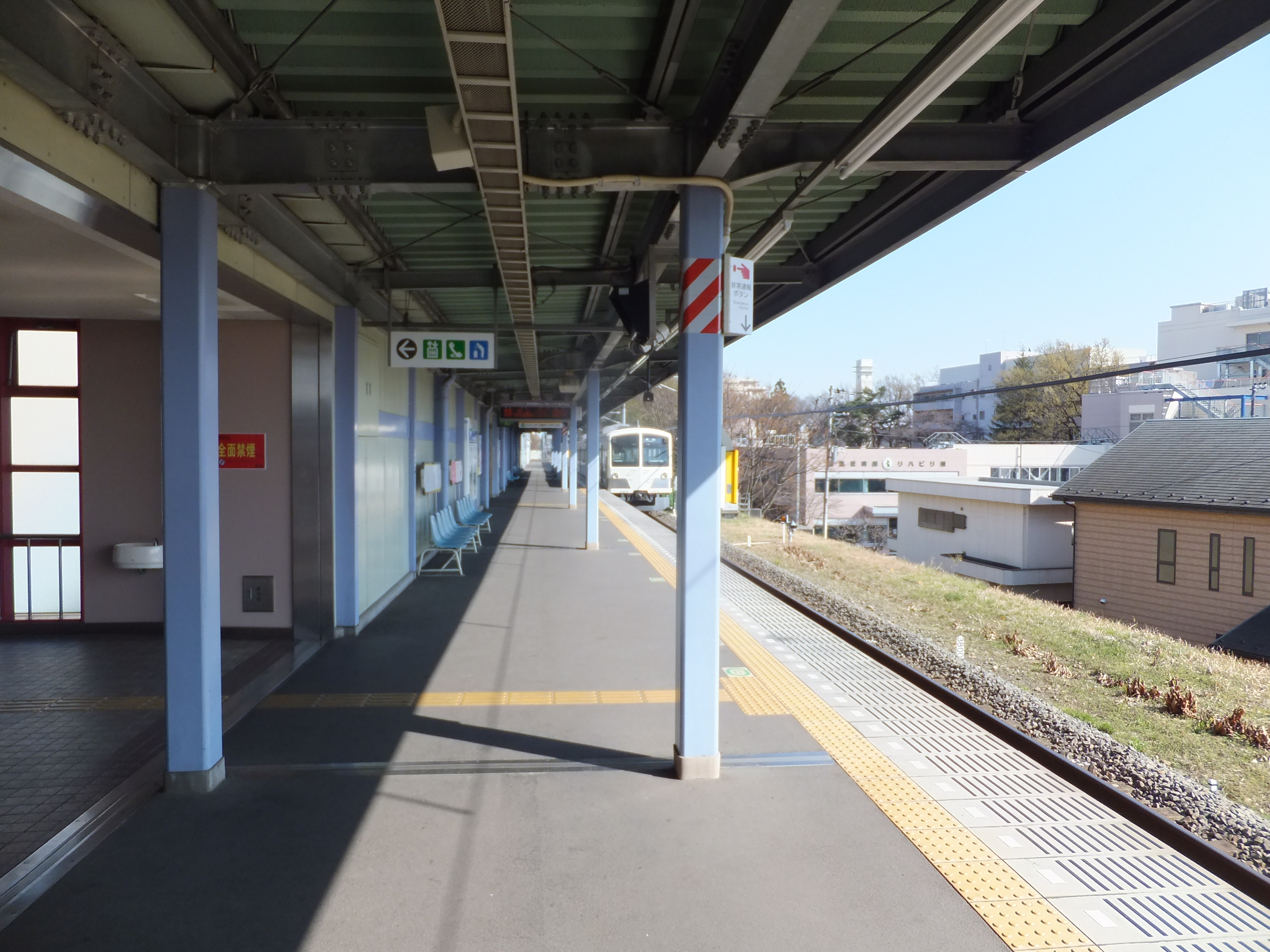
ホーム（2016年3月）

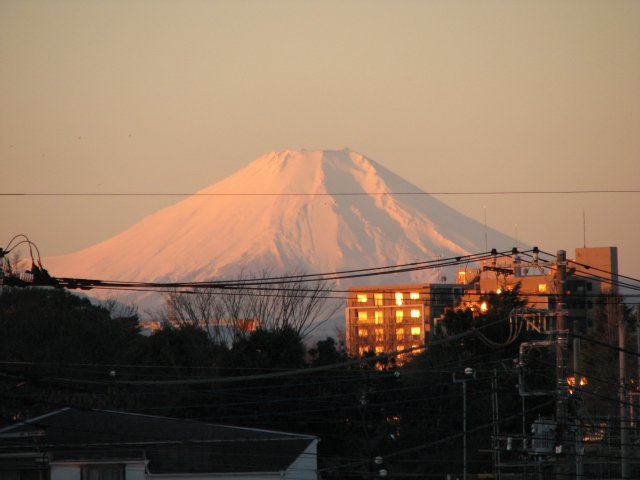
高架駅のため、付近にマンションが建設される前の冬は富士山がよく見えた（2007年1月撮影）。

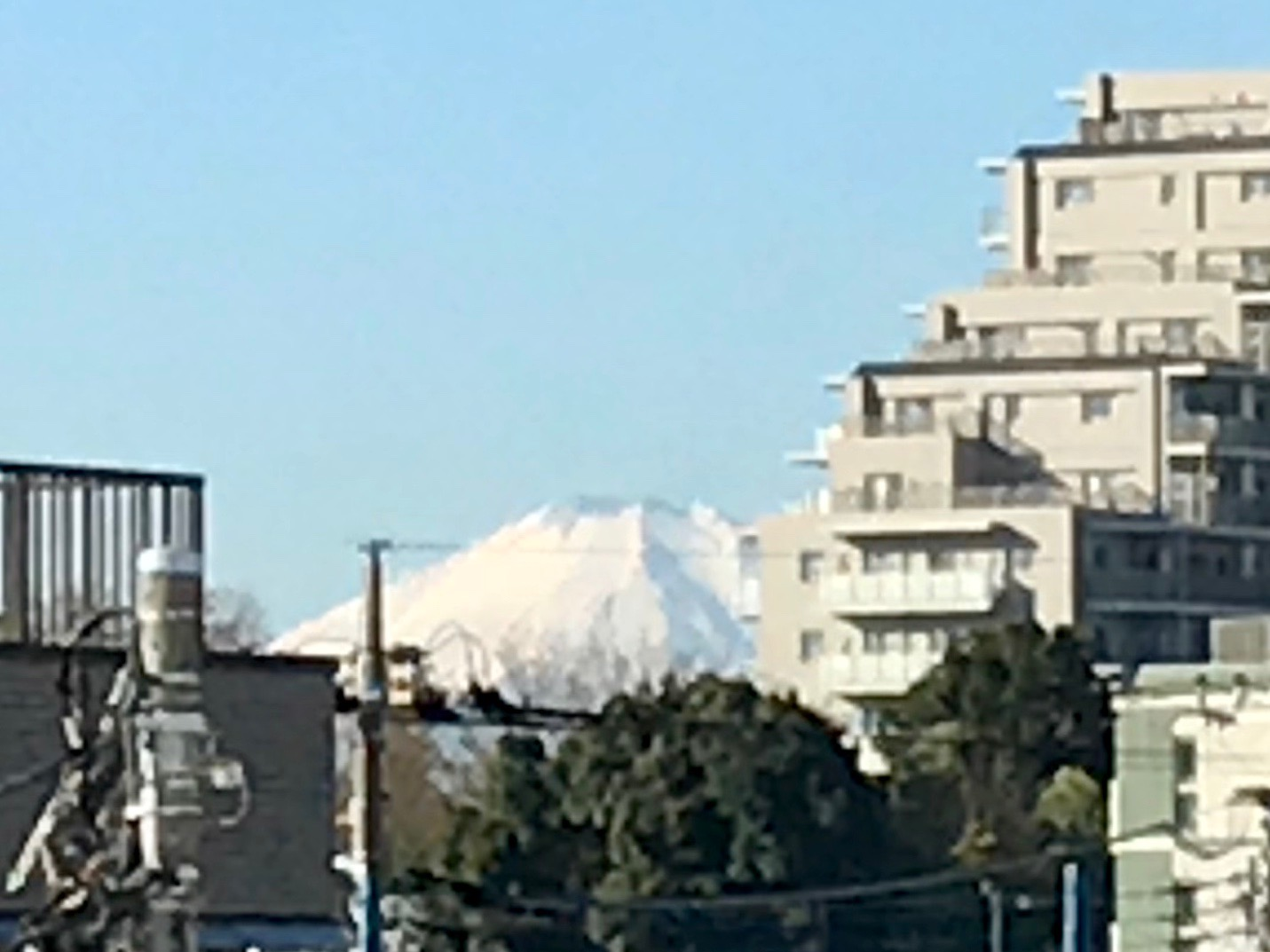
2018年現在、富士山は階段付近よりわずかに見える程度である。

八坂駅（やさかえき）は、東京都東村山市栄町三丁目にある、西武鉄道多摩湖線の駅である。駅番号はST05。
当駅の西約200メートルの地点で国分寺線が交差しているが、国分寺線には駅がなく連絡していない。また、南へ約300メートルの地点には隣の萩山駅で分岐した拝島線の高架橋があり、当駅近くの八坂交差点では同一地点から北に多摩湖線、西に国分寺線、南に拝島線の列車を見ることができる。

## 歴史
八坂駅は1942年（昭和17年）の太平洋戦争の最中に開業した。この時期に駅が設置されたのは陸軍少年通信兵学校と陸軍兵器補給廠小平分廠が沿線に建設されることとなり、軍部から停留所の設置を求められたからである。その後村山・山口貯水池に向かう他の路線がつぎつぎと休止されたが多摩湖線は走り続けた。
- 1942年（昭和17年）10月1日 - 開業。
- 1996年（平成8年） - ホーム8両対応工事完了（萩山方向へホーム延伸）。
- 2000年（平成12年） - 駅舎改良工事完了。
  - 府中街道の拡張（4車線化）に伴って新駅舎建設、府中街道立体交差の橋の架け替えが行われた。この工事のため駅前の人道橋は解体され、工事完了後に再び架けられた。
  - 単線線路の反対側に新しくホーム（駅舎）を建設したため、一時的に2面1線のような形になっていた。

## 駅構造
1面1線の単式ホームの盛土上にある高架駅で、駅舎は地上にある（駅舎・ホームは改築前は現在とは線路を挟んで反対側に設けられていた）。エレベーター・エスカレータが設置されている。
当駅のすぐ西で線路が東京都道17号所沢府中線（府中街道）と立体交差している。

### のりば
| ホーム | 路線     | 方向 | 行先                             |
| ------ | -------- | ---- | -------------------------------- |
| 1      | 多摩湖線 | 上り | 萩山・国分寺・小平・西武新宿方面 |
| 1      | 多摩湖線 | 下り | 多摩湖方面                       |

- 単式ホームの駅であるが、駅掲示時刻表掲出欄では1番ホームとして扱われている。
- 2022年3月12日実施のダイヤ改正で、小平・西武新宿方面の定期列車は平日ダイヤの朝に上下1本運転されるのみとなり、臨時列車としてイベント時などで残る不定期列車を除いては原則萩山発着列車と国分寺発着列車のみとなった。このため、上記の列車以外で当駅から小平・西武新宿方面へ向かう場合は、必ず萩山駅での乗り換えを要する。

## 利用状況
2024年度の1日平均乗降人員は6,368人である。西武鉄道全92駅中78位。
近年の1日平均乗降・乗車人員の推移は下記の通り。
| 年度               | 1日平均 乗降人員 | 1日平均 乗車人員 |
| ------------------ | ---------------- | ---------------- |
| 1992年（平成04年） |                  | 3,121            |
| 1993年（平成05年） |                  | 3,126            |
| 1994年（平成06年） |                  | 2,959            |
| 1995年（平成07年） |                  | 2,861            |
| 1996年（平成08年） |                  | 2,778            |
| 1997年（平成09年） |                  | 2,737            |
| 1998年（平成10年） |                  | 2,649            |
| 1999年（平成11年） |                  | 1,788            |
| 2000年（平成12年） |                  | 2,545            |
| 2001年（平成13年） |                  | 2,573            |
| 2002年（平成14年） |                  | 2,529            |
| 2003年（平成15年） | 5,197            | 2,571            |
| 2004年（平成16年） | 5,231            | 2,589            |
| 2005年（平成17年） | 5,321            | 2,649            |
| 2006年（平成18年） | 5,374            | 2,674            |
| 2007年（平成19年） | 5,411            | 2,710            |
| 2008年（平成20年） | 5,499            | 2,759            |
| 2009年（平成21年） | 5,529            | 2,775            |
| 2010年（平成22年） | 5,288            | 2,660            |
| 2011年（平成23年） | 5,261            |                  |
| 2012年（平成24年） | 5,413            |                  |
| 2013年（平成25年） | 5,496            |                  |
| 2014年（平成26年） | 5,610            |                  |
| 2015年（平成27年） | 5,852            |                  |
| 2016年（平成28年） | 5,809            |                  |
| 2017年（平成29年） | 5,964            |                  |
| 2018年（平成30年） | 6,095            |                  |
| 2019年（令和元年） | 6,171            |                  |
| 2020年（令和02年） | 4,816            |                  |
| 2021年（令和03年） | 5,327            |                  |
| 2022年（令和04年） | 5,861            |                  |
| 2023年（令和05年） | 6,098            |                  |
| 2024年（令和06年） | 6,368            |                  |

## 駅周辺
商店街が久米川駅から当駅まで続いている（約700メートル）。
- 多摩湖自転車歩行者道
- 野火止用水
- 緑風荘病院
- 西武中央病院
- やさか記念病院
- イオンフードスタイル小平店
- エコスTAIRAYA  久米川八坂店
- みずほ銀行 八坂支店
- ブリヂストン東京工場 - 旧：陸軍兵器補給廠小平分廠跡地
- 東村山中央公園
- 九道の辻公園
- 東京都立東村山西高等学校
- 経済産業省経済産業研修所
- 八坂神社 (東村山市)
- 八坂駅前郵便局

### バス路線

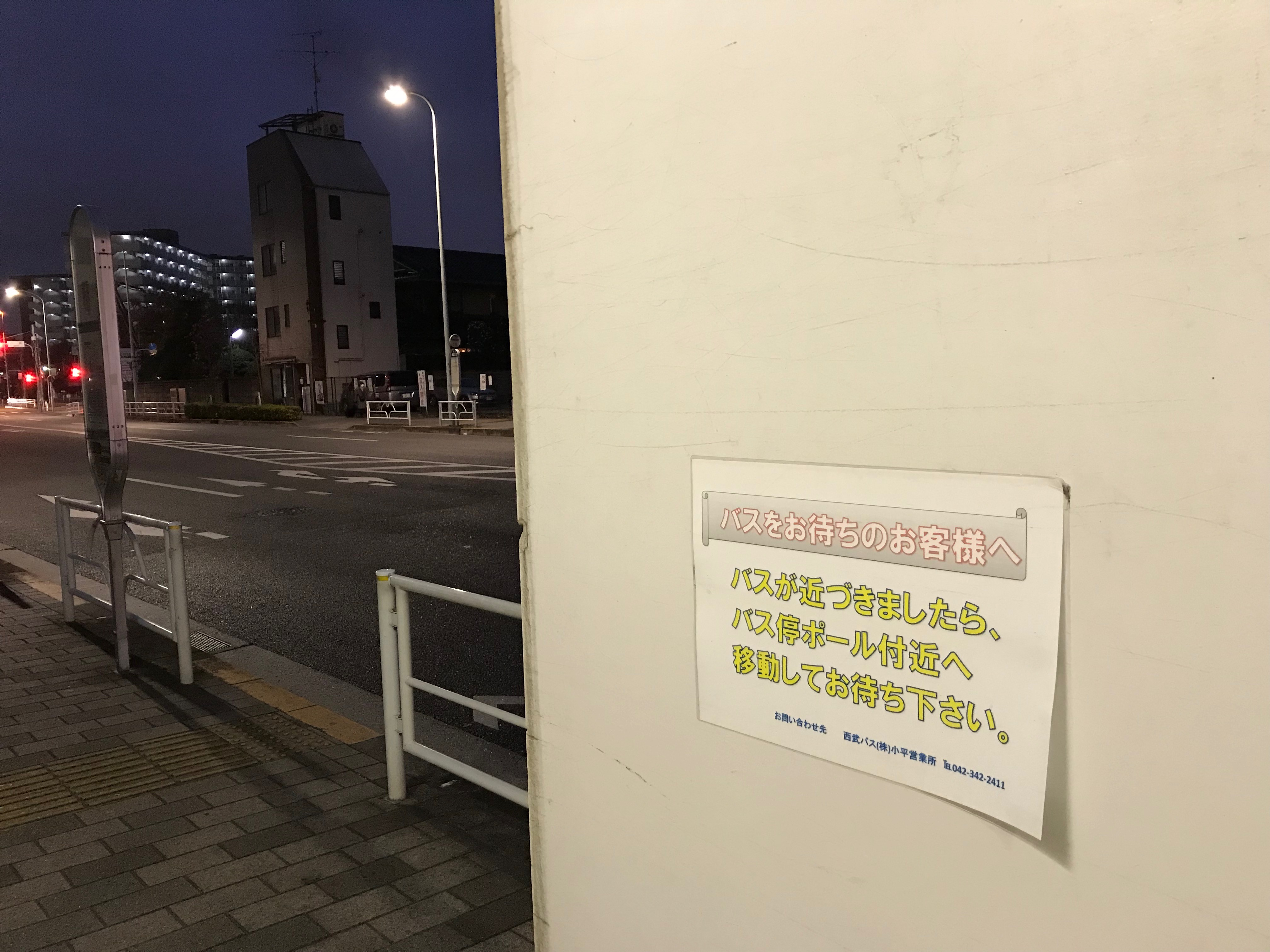
バス停は旧駅舎前にあり、現在の駅前やガード下でバス待ちをする人に向け掲示が出ている

最寄り停留所は、駅前の府中街道にある八坂駅前である。旧駅舎前より移設はされていない。以下の路線が乗り入れ、西武バスにより運行されている。
- 北行
  - 立34系統・久84系統：久米川駅行
- 南行
  - 立34系統：東大和市駅経由 立川駅北口行
  - 久84系統：東大和市駅行
  - 入庫：東大和市駅経由 小平営業所行

## 隣の駅
西武鉄道
 多摩湖線
■急行（多摩湖線内は各駅に停車）・■各駅停車
萩山駅 (ST04) - 八坂駅 (ST05) - （回田信号場） - 武蔵大和駅 (ST06)
当駅と武蔵大和駅の間にある回田信号場は、1.7kmにおよぶ実質的な複線区間となっている。